# Bengt Berggren
Bengt Axel Berggren, född 5 augusti 1921 i Sundsvall, död 22 oktober 1997 i Nacka, var en svensk psykiater. Han var gift med Anna Berggren från 1960. Berggren är känd för flera projekt inom svensk psykiatri, framför allt det progressiva Nackaprojektet med fyra psykiatriska öppenvårdsmottagningar i Nacka och Värmdö kommuner inom Stockholms läns landsting.
Efter studentexamen i Stockholm 1941 blev Berggren medicine licentiat vid Uppsala universitet 1954. Han var vikarierande underläkare på psykiatriska kliniken vid Akademiska sjukhuset 1947, fartygsläkare på M/S Panama 1948, vikarierande underläkare på röntgenavdelningen vid Sabbatsbergs sjukhus 1953, vid medicinska avdelningen på Sankt Eriks sjukhus 1954 och 1956, på geriatriska avdelningen vid Södersjukhuset 1955 samt på medicinska kliniken vid Karolinska sjukhuset 1956.
Vid Södersjukhusets psykiatriska klinik tjänstgjorde han som underläkare 1956–1957. Han blev överläkare vid Ulleråkers sjukhus från 1966 där han medverkade vid tillskapandet en alkoholklinik. Vid Långbro sjukhus organiserade han Fruängens dagsjukhus. Bengt Berggren var därefter klinikchef och överläkare för den psykiatriska öppenvården vid sjukhuset. 
Som blockchef för den psykiatriska verksamheten inom Södra förvaltningsområdet (SFO) vid Stockholms läns landsting tog Berggren 1974 initiativ till Nackaprojektet – psykiatrisk öppenvård för vuxna – med fyra mottagningar för invånarna i Nacka (tre mottagningar) och Värmdö (en mottagning). Följande år var han ansvarig för en utvecklingsplan (UP-75) av den psykiatriska vården inom Stockholms läns landsting. I denna plan drogs riktlinjer upp för sektorisering av den psykiatriska hälso- och sjukvården. Han var därefter klinikchef vid Ängelholms sjukhus från 1976 där han omdanade den psykiatriska kliniken.
Han var förste kurator för Stockholms nation i Uppsala 1949–1950. Bengt Berggren är begravd på Skogsö kyrkogård.

## Filmmedverkan
- 1970 – Mera ur Kärlekens språk